# هیو پرسیوال
هیو پرسیوال (انگلیسی: Hugh Perceval؛ ۱۸ فوریه ۱۹۰۸ – ژوئیه ۱۹۸۷) نویسنده، فیلم‌نامه‌نویس و تهیه‌کننده فیلم بود.
از فیلم‌ها یا مجموعه‌های تلویزیونی که وی در آن‌ها نقش داشته‌است، می‌توان به هفته‌ای که با مریلین گذراندم، مرد سوم، دریای عمیق آبی، نامش را با غرور حک کن، دنیای سوزی وانگ، راز سوم، بت سقوط‌کرده و شاهزاده و مانکن اشاره نمود.